# Nikola Mektić
Nikola Mektić (ur. 24 grudnia 1988 w Zagrzebiu) – chorwacki tenisista, zwycięzca Wimbledonu 2021 w grze podwójnej oraz Australian Open 2020 w grze mieszanej, mistrz olimpijski z Tokio (2020) w grze podwójnej, reprezentant kraju w Pucharze Davisa. Od 18 października do 7 listopada 2021 lider rankingu ATP deblistów.

## Kariera tenisowa
Zawodowym tenisistą został w 2006 roku.
W grze podwójnej wygrał trzydzieści jeden turniejów rangi ATP Tour z czterdziestu dziewięciu rozegranych finałów.
W 2020 roku awansował do finału zawodów gry podwójnej podczas US Open. Wspólnie z partnerującym mu Wesleyem Koolhofem w meczu mistrzowskim przegrali z deblem Mate Pavić–Bruno Soares 5:7, 3:6. W 2021 roku razem z Paviciem osiągnęli finał na kortach Wimbledonu. Pokonali w nim Marcela Granollersa i Horacio Zeballosa 6:4, 7:6(5), 2:6, 7:5. Pod koniec lipca 2021 Mektić i Pavić odnieśli zwycięstwo w igrzyskach olimpijskich w Tokio, w meczu o złoty medal wygrywając z Marinem Čiliciem i Ivanem Dodigiem. W 2022 roku Chorwaci ponownie zanotowali finał rozgrywek na Wimbledonie, jednak nie obronili tytułu, przegrywając w ostatnim spotkaniu 6:7(5), 7:6(3), 6:4, 4:6, 6:7(2–10) z Matthew Ebdenem i Maxem Purcellem.
Jest finalistą US Open 2018 w grze mieszanej, partnerując Alicji Rosolskiej. W 2020 roku zwyciężył w Australian Open w zawodach miksta, startując w parze z broniącą tytułu Barborą Krejčíkovą.
W roku 2011 zadebiutował w reprezentacji Chorwacji w Pucharze Davisa.
W rankingu gry pojedynczej najwyżej był na 213. miejscu (6 maja 2013), a w klasyfikacji gry podwójnej na 1. pozycji (18 października 2021).

### Finały w turniejach ATP Tour
| Legenda                                      |
| -------------------------------------------- |
| Wielki Szlem                                 |
| Igrzyska olimpijskie                         |
| Tennis Masters Cup / ATP Finals              |
| ATP Masters Series / ATP Tour Masters 1000   |
| ATP International Series Gold / ATP Tour 500 |
| ATP International Series / ATP Tour 250      |

#### Gra podwójna (31–18)
| Końcowy wynik | Nr  | Data                 | Turniej            | Nawierzchnia  | Partner          | Przeciwnicy                          | Wynik finału                        |
| ------------- | --- | -------------------- | ------------------ | ------------- | ---------------- | ------------------------------------ | ----------------------------------- |
| Finalista     | 1.  | 24 lipca 2016        | Umag               | Ceglana       | Antonio Šančić   | Martin Kližan David Marrero          | 4:6, 2:6                            |
| Zwycięzca     | 1.  | 19 lutego 2017       | Memphis            | Twarda (hala) | Brian Baker      | Ryan Harrison Steve Johnson          | 6:3, 6:4                            |
| Zwycięzca     | 2.  | 30 kwietnia 2017     | Budapeszt          | Ceglana       | Brian Baker      | Juan Sebastián Cabal Robert Farah    | 7:6(2), 6:4                         |
| Finalista     | 2.  | 1 października 2017  | Shenzhen           | Twarda        | Nicholas Monroe  | Alexander Peya Rajeev Ram            | 3:6, 2:6                            |
| Finalista     | 3.  | 11 lutego 2018       | Sofia              | Twarda (hala) | Alexander Peya   | Robin Haase Matwé Middelkoop         | 7:5, 4:6, 4–10                      |
| Finalista     | 4.  | 25 lutego 2018       | Rio de Janeiro     | Ceglana       | Alexander Peya   | David Marrero Fernando Verdasco      | 7:5, 5:7, 8–10                      |
| Zwycięzca     | 3.  | 14 kwietnia 2018     | Marrakesz          | Ceglana       | Alexander Peya   | Benoît Paire Édouard Roger-Vasselin  | 7:5, 3:6, 10–7                      |
| Finalista     | 5.  | 6 maja 2018          | Monachium          | Ceglana       | Alexander Peya   | Ivan Dodig Rajeev Ram                | 3:6, 5:7                            |
| Zwycięzca     | 4.  | 13 maja 2018         | Madryt             | Ceglana       | Alexander Peya   | Bob Bryan Mike Bryan                 | 5:3 krecz                           |
| Zwycięzca     | 5.  | 10 lutego 2019       | Sofia              | Twarda (hala) | Jürgen Melzer    | Hsieh Cheng-peng Christopher Rungkat | 6:2, 4:6, 10–2                      |
| Zwycięzca     | 6.  | 18 marca 2019        | Indian Wells       | Twarda        | Horacio Zeballos | Łukasz Kubot Marcelo Melo            | 4:6, 6:4, 10–3                      |
| Zwycięzca     | 7.  | 21 kwietnia 2019     | Monte Carlo        | Ceglana       | Franko Škugor    | Robin Haase Wesley Koolhof           | 6:7(3), 7:6(3), 11–9                |
| Finalista     | 6.  | 6 października 2019  | Tokio              | Twarda        | Franko Škugor    | Nicolas Mahut Édouard Roger-Vasselin | 6:7(7), 4:6                         |
| Finalista     | 7.  | 23 lutego 2020       | Marsylia           | Twarda (hala) | Wesley Koolhof   | Nicolas Mahut Vasek Pospisil         | 3:6, 4:6                            |
| Finalista     | 8.  | 10 września 2020     | US Open, Nowy Jork | Twarda        | Wesley Koolhof   | Mate Pavić Bruno Soares              | 5:7, 3:6                            |
| Zwycięzca     | 8.  | 22 listopada 2020    | Londyn             | Twarda (hala) | Wesley Koolhof   | Jürgen Melzer Édouard Roger-Vasselin | 6:2, 3:6, 10–5                      |
| Zwycięzca     | 9.  | 12 stycznia 2021     | Antalya            | Twarda        | Mate Pavić       | Ivan Dodig Filip Polášek             | 6:2, 6:4                            |
| Zwycięzca     | 10. | 7 lutego 2021        | Melbourne          | Twarda        | Mate Pavić       | Jérémy Chardy Fabrice Martin         | 7:6(2), 6:3                         |
| Zwycięzca     | 11. | 7 marca 2021         | Rotterdam          | Twarda (hala) | Mate Pavić       | Kevin Krawietz Horia Tecău           | 7:6(7), 6:2                         |
| Finalista     | 9.  | 20 marca 2021        | Dubaj              | Twarda        | Mate Pavić       | Juan Sebastián Cabal Robert Farah    | 6:7(0), 6:7(4)                      |
| Zwycięzca     | 12. | 3 kwietnia 2021      | Miami              | Twarda        | Mate Pavić       | Daniel Evans Neal Skupski            | 6:4, 6:4                            |
| Zwycięzca     | 13. | 18 kwietnia 2021     | Monte Carlo        | Ceglana       | Mate Pavić       | Daniel Evans Neal Skupski            | 6:3, 4:6, 10–7                      |
| Finalista     | 10. | 9 maja 2021          | Madryt             | Ceglana       | Mate Pavić       | Marcel Granollers Horacio Zeballos   | 6:1, 3:6, 8–10                      |
| Zwycięzca     | 14. | 16 maja 2021         | Rzym               | Ceglana       | Mate Pavić       | Rajeev Ram Joe Salisbury             | 6:4, 7:6(4)                         |
| Zwycięzca     | 15. | 25 czerwca 2021      | Eastbourne         | Trawiasta     | Mate Pavić       | Rajeev Ram Joe Salisbury             | 6:4, 6:3                            |
| Zwycięzca     | 16. | 10 lipca 2021        | Wimbledon, Londyn  | Trawiasta     | Mate Pavić       | Marcel Granollers Horacio Zeballos   | 6:4, 7:6(5), 2:6, 7:5               |
| Zwycięzca     | 17. | 30 lipca 2021        | Tokio              | Twarda        | Mate Pavić       | Marin Čilić Ivan Dodig               | 6:4, 3:6, 10–6                      |
| Finalista     | 11. | 15 sierpnia 2021     | Toronto            | Twarda        | Mate Pavić       | Rajeev Ram Joe Salisbury             | 3:6, 6:4, 3–10                      |
| Finalista     | 12. | 26 lutego 2022       | Dubaj              | Twarda        | Mate Pavić       | Tim Pütz Michael Venus               | 3:6, 7:6(5), 14–16                  |
| Finalista     | 13. | 23 kwietnia 2022     | Belgrad            | Ceglana       | Mate Pavić       | Ariel Behar Gonzalo Escobar          | 2:6, 6:3, 7–10                      |
| Zwycięzca     | 18. | 15 maja 2022         | Rzym               | Ceglana       | Mate Pavić       | John Isner Diego Schwartzman         | 6:2, 6:7(6), 12–10                  |
| Zwycięzca     | 19. | 21 maja 2022         | Genewa             | Ceglana       | Mate Pavić       | Pablo Andújar Matwé Middelkoop       | 2:6, 6:2, 10–3                      |
| Zwycięzca     | 20. | 19 czerwca 2022      | Londyn             | Trawiasta     | Mate Pavić       | Lloyd Glasspool Harri Heliövaara     | 3:6, 7:6(3), 10–6                   |
| Zwycięzca     | 21. | 24 czerwca 2022      | Eastbourne         | Trawiasta     | Mate Pavić       | Matwé Middelkoop Luke Saville        | 6:4, 6:2                            |
| Finalista     | 14. | 9 lipca 2022         | Wimbledon, Londyn  | Trawiasta     | Mate Pavić       | Matthew Ebden Max Purcell            | 6:7(5), 7:6(3), 6:4, 4:6, 6:7(2–10) |
| Zwycięzca     | 22. | 9 października 2022  | Astana             | Twarda (hala) | Mate Pavić       | Adrian Mannarino Fabrice Martin      | 6:4, 6:2                            |
| Finalista     | 15. | 20 listopada 2022    | Turyn              | Twarda (hala) | Mate Pavić       | Rajeev Ram Joe Salisbury             | 6:7(4), 4:6                         |
| Zwycięzca     | 23. | 14 stycznia 2023     | Auckland           | Twarda        | Mate Pavić       | Nathaniel Lammons Jackson Withrow    | 6:4, 6:7(5), 10–6                   |
| Zwycięzca     | 24. | 18 czerwca 2023      | Stuttgart          | Trawiasta     | Mate Pavić       | Kevin Krawietz Tim Pütz              | 7:6(2), 6:3                         |
| Zwycięzca     | 25. | 30 czerwca 2023      | Eastbourne         | Trawiasta     | Mate Pavić       | Ivan Dodig Austin Krajicek           | 6:4, 6:2                            |
| Finalista     | 16. | 11 listopada 2023    | Sofia              | Twarda (hala) | Julian Cash      | Gonzalo Escobar Ołeksandr Nedowiesow | 3:6, 6:3, 11–13                     |
| Zwycięzca     | 26. | 13 stycznia 2024     | Auckland           | Twarda        | Wesley Koolhof   | Marcel Granollers Horacio Zeballos   | 6:3, 6:7(5), 10–7                   |
| Zwycięzca     | 27. | 18 lutego 2024       | Rotterdam          | Twarda (hala) | Wesley Koolhof   | Robin Haase Botic van de Zandschulp  | 6:3, 7:5                            |
| Zwycięzca     | 28. | 17 marca 2024        | Indian Wells       | Twarda        | Wesley Koolhof   | Marcel Granollers Horacio Zeballos   | 7:6(2), 7:6(4)                      |
| Finalista     | 17. | 16 czerwca 2024      | ’s-Hertogenbosch   | Trawiasta     | Wesley Koolhof   | Nathaniel Lammons Jackson Withrow    | 6:7(5), 6:7(3)                      |
| Zwycięzca     | 29. | 13 października 2024 | Szanghaj           | Twarda        | Wesley Koolhof   | Máximo González Andrés Molteni       | 6:4, 6:4                            |
| Finalista     | 18. | 27 października 2024 | Bazylea            | Twarda (hala) | Wesley Koolhof   | Jamie Murray John Peers              | 3:6, 5:7                            |
| Zwycięzca     | 30. | 3 listopada 2024     | Paryż              | Twarda (hala) | Wesley Koolhof   | Lloyd Glasspool Adam Pavlásek        | 3:6, 6:3, 10–5                      |
| Zwycięzca     | 31. | 11 stycznia 2025     | Auckland           | Twarda        | Michael Venus    | Christian Harrison Rajeev Ram        | walkower                            |

#### Gra mieszana (1–1)
| Końcowy wynik | Nr | Data            | Turniej                    | Nawierzchnia | Partnerka          | Przeciwnicy                        | Wynik finału   |
| ------------- | -- | --------------- | -------------------------- | ------------ | ------------------ | ---------------------------------- | -------------- |
| Finalista     | 1. | 8 września 2018 | US Open, Nowy Jork         | Twarda       | Alicja Rosolska    | Bethanie Mattek-Sands Jamie Murray | 6:2, 3:6, 9–11 |
| Zwycięzca     | 1. | 1 lutego 2020   | Australian Open, Melbourne | Twarda       | Barbora Krejčíková | Bethanie Mattek-Sands Jamie Murray | 5:7, 6:4, 10–1 |

## Odznaczenia
- Order Księcia Branimira (2018)[1]